# 전주 매그 FC
전주 매그 FC(Jeonju Mag Futsal Club)는 대한민국 전북특별자치도 전주시에 있는 풋살 선수단이다. 전주매그사회적협동조합이 운영하는 남자 세미프로 풋살단이며, 2019년에 창단되었다. 2017-18년 FK 슈퍼리그 우승 후 FK리그 최초로 AFC 풋살 클럽챔피언십에 출전했다.

## 역사
전주매그풋살클럽은 FK리그의 최강팀으로써 창단 원년부터 우승을 차지했다. 이영진감독이 팀을 이끌며 신종훈 등 대한민국 풋살 국가대표팀에 많은 선수들이 차출되어 좋은 활약을 보여주었다. 전주매그풋살클럽의 전성기는 2012-13시즌부터 2014-15시즌으로 3번 연속으로 리그에서 압도적인 우승을 차지했다. 또한 그에 따라 2018-19시즌부터 전주매그풋살클럽 서포터즈가 창단하여 활동을 하고있다. 특히 2017-18시즌 FK리그 최초로 AFC 풋살 클럽 챔피언십에 FK리그 우승팀 자격으로 참가하였다. 이라크의 나피트 알 와셋, 베트남의 타이 손 남 FC, 아랍에미리트의 알 다하프라 FC와 B조에 속했던 전주매그풋살클럽은 1차전이였던 타이 손 남 FC전에 10 : 1로 크게 패했다. 두번째 알 다하프라 FC와의 경기에서도 9 : 2로 패배하며 아직까지 한국 풋살의 수준이 발전하지 못했다는 것을 전 세계에 보여주었다. 나피트 알 와셋과의 경기에서도 6 : 1로 패한 전주매그풋살클럽은 전패 4득점 25실점으로 첫 국제대회를 마무리했다. 하지만 이 도전은 FK리그에 족적을 하나 남겼다.

## 기록

### 시즌별 기록
| 시즌    | FK 슈퍼리그 / 드림리그 | FK컵    | 감독   |
| ------- | ---------------------- | ------- | ------ |
| 2009-10 | 1위                    |         | 이영진 |
| 2010-11 | 2위                    | 준우승  | 이영진 |
| 2011-12 | 2위                    | 4강     | 이영진 |
| 2012-13 | 1위                    | -       | 이영진 |
| 2013-14 | 1위                    | 우승    | 이영진 |
| 2014-15 | 1위                    | 우승    | 이영진 |
| 2015-16 | 불확실                 | 준우승  | 이영진 |
| 2016-17 | 불확실                 | 4라운드 | 이영진 |
| 2017-18 | 1위                    | 우승    | 이영진 |
| 2018-19 | 2위                    | 우승    | 이영진 |

## 코칭 스태프
| 직위 | 이름   | 비고 |
| ---- | ------ | ---- |
| 감독 | 이슬옹 |      |
| 코치 | 안광수 |      |
| 코치 | 이영훈 |      |
| 코치 | 강시영 |      |
| 코치 | 이주섭 |      |

### 감독연혁
| 순번 | 이름   | 취임        | 사임 | 비고     | 타이틀                                  |
| ---- | ------ | ----------- | ---- | -------- | --------------------------------------- |
| 1대  | 이영진 | 2009-10시즌 |      | 초대감독 | FK리그 5회 , FK 슈퍼리그 1회 , FK컵 2회 |
| 2대  | 이슬옹 | 2020-21시즌 |      |          | FK리그 1회                              |

## 역대 성적

### 우승 기록
- FK리그
  - 우승(6): 2009-10, 2012-13, 2013-14, 2014-15, 2016-17, 2017-18
  - 준우승(3): 2010-11, 2011-12, 2018-19

- FK컵
  - 우승(4): 2013, 2014, 2017,2018
  - 준우승(3): 2010, 2012, 2015

### 정규리그 결과
| 시즌    | 리그        | 경기 | 승 | 무 | 패 | 득점 | 실점 | 득실차 | 승점 | 순위 | 순위 | FK컵   |
| 시즌    | 리그        | 경기 | 승 | 무 | 패 | 득점 | 실점 | 득실차 | 승점 | 종합 | 정규 | FK컵   |
| ------- | ----------- | ---- | -- | -- | -- | ---- | ---- | ------ | ---- | ---- | ---- | ------ |
| 2009-10 | FK리그      | 10   | 7  | 0  | 3  | 56   | 31   | +25    | 21   | 1    | 2    | 준우승 |
| 2010-11 | FK리그      | 12   | 8  | 3  | 1  | 46   | 33   | +13    | 27   | 2    | 2    | 4강    |
| 2011-12 | FK리그      | 12   | 9  | 2  | 1  | 55   | 27   | +28    | 29   | 2    | 2    | 준우승 |
| 2012-13 | FK리그      | 16   | 11 | 3  | 2  | 108  | 36   | +72    | 36   | 1    | 1    | 우승   |
| 2013-14 | FK리그      | 16   | 16 | 0  | 0  | 165  | 27   | +138   | 48   | 1    | A1   | 우승   |
| 2014-15 | FK리그      | 16   | 13 | 3  | 0  | 76   | 43   | +33    | 42   | 1    | B1   | 준우승 |
| 2015-16 | FK리그      |      |    |    |    |      |      |        |      |      |      |        |
| 2016-17 | FK리그      |      |    |    |    |      |      |        |      |      |      |        |
| 2017-18 | FK 슈퍼리그 | 15   |    |    |    |      |      |        |      |      |      |        |
| 2018-19 | FK 슈퍼리그 | 15   |    |    |    |      |      |        |      |      |      |        |
| 통산    | 통산        | 82   | 64 | 11 | 7  | 506  | 197  | +309   | 203  |      |      |        |

## 선수 명단
참고: FIFA 자격 규정에 따라 소속된 국가대표팀 국기를 표시합니다. 선수는 복수의 FIFA 비회원국 국적을 가지고 있을 수 있습니다.
| 번호 | 포지션 | 국적         | 이름     |
| ---- | ------ | ------------ | -------- |
| 1    | GK     | 우즈베키스탄 | Umarodil |
| 2    | GK     |              | 장시원   |
| 3    | Pivo   |              | 박도현   |
| 4    | Fixo   |              | 김건욱   |
| 5    | Fixo   |              | 이슬옹   |
| 6    | Ala    |              | 이주섭   |
| 7    | Ala    |              | 안홍재   |
| 8    | Fixo   |              | 김인우   |
| 9    | Pivo   |              | 홍진호   |
| 10   | Fixo   |              | 신종훈   |
| 11   | Ala    |              | 조병걸   |
| 12   | Ala    |              | 안광수   |
| 13   | Ala    |              | 이영훈   |
| 14   | Ala    |              | 유경동   |

| 번호 | 포지션 | 국적 | 이름   |
| ---- | ------ | ---- | ------ |
| 15   | Ala    |      | 김장군 |
| 16   | Fixo   |      | 김탁수 |
| 17   | Fixo   |      | 박태일 |
| 18   | Pivo   |      | 전영빈 |

## 주요 선수
- 신종훈
- 한민규
- 신한국
- 송정섭
- 조두희
- 김정남

## 참고 문헌
- “스포츠지원포털 등록 현황”. 대한체육회.
- “KFA 통합경기정보 시스템”. 대한축구협회.